# Frankfurterparlamentet
Frankfurterparlamentet (tysk: Frankfurter Nationalversammlung) er det parlament, som blev samlet i forbindelse med Revolutionerne i 1848. Parlamentet blev samlet i Pauluskirken i Frankfurt am Main og bestod af delegerede fra nutidens Tyskland og Østrig.
Frankfurterparlamentet vedtog en tysk forfatning, der dog aldrig trådte i kraft. Derimod har Paulskirkeforfatningen haft indflydelse på tyske grundlove.